# Пино, Марго
Марго Пино (фр. Margaux Pinot; род. 6 января 1994, Безансон) — французская дзюдоистка, выступающая в весовых категориях до 63-70 кг. Чемпионка мира 2024 года. Двукратная чемпионка Европы, победительница Европейских игр 2019 года. Призёр чемпионата мира. Бронзовый призёр чемпионата Европы 2016 в командном первенстве и серебряный призёр чемпионата Европы 2017 года в личном первенстве.

## Биография
Родилась 6 января 1994 года во французском Безансоне. На взрослом уровне дебютировала в декабре 2010 года на кубке мира в Сувоне. Через год там же впервые попала на пьедестал, заняв 3-е место. В ноябре 2013 года заняла 3-е место на Гран-при в Абу-Даби и выиграла бронзовую медаль на молодёжном чемпионате мира. Первую крупную победу добыла в марте 2014 года на Открытом турнире Европы в Варшаве.
В 2016 году выиграла несколько Гран-при и стала третьей в командном первенстве на чемпионате Европы в Казани. В 2017 году завоевала серебряную медаль чемпионата Европы в Варшаве.
На предолимпийском чемпионате мира 2019 года, который проходил в Токио завоевала бронзовую медаль, победив в поединке за третье место шведскую спортсменку Анну Бернхольм.
В 2020 году на чемпионате Европы в ноябре в чешской столице, Марго смогла завоевать чемпионский титул в категории до 70 кг. В финале поборола нидерландскую спортсменку Санне Ван Дейк.
На чемпионате Европы 2021 в португальской столице Лиссабоне, в весовой категории до 70 кг, французская спортсменка выиграла серебряную медаль уступив в финале нидерландской дзюдоистке Санне Ван Дейк.
Весной 2024 года на предолимпийском чемпионате мира, который состоялся в Объединённых Арабских Эмиратах, Марго впервые в карьере завоевала чемпионский титул, победив в финале свою соотечественницу Мари-Ив Гайе. В смешанном командном турнире стала обладателем серебряной медали.  